# 자바이오네

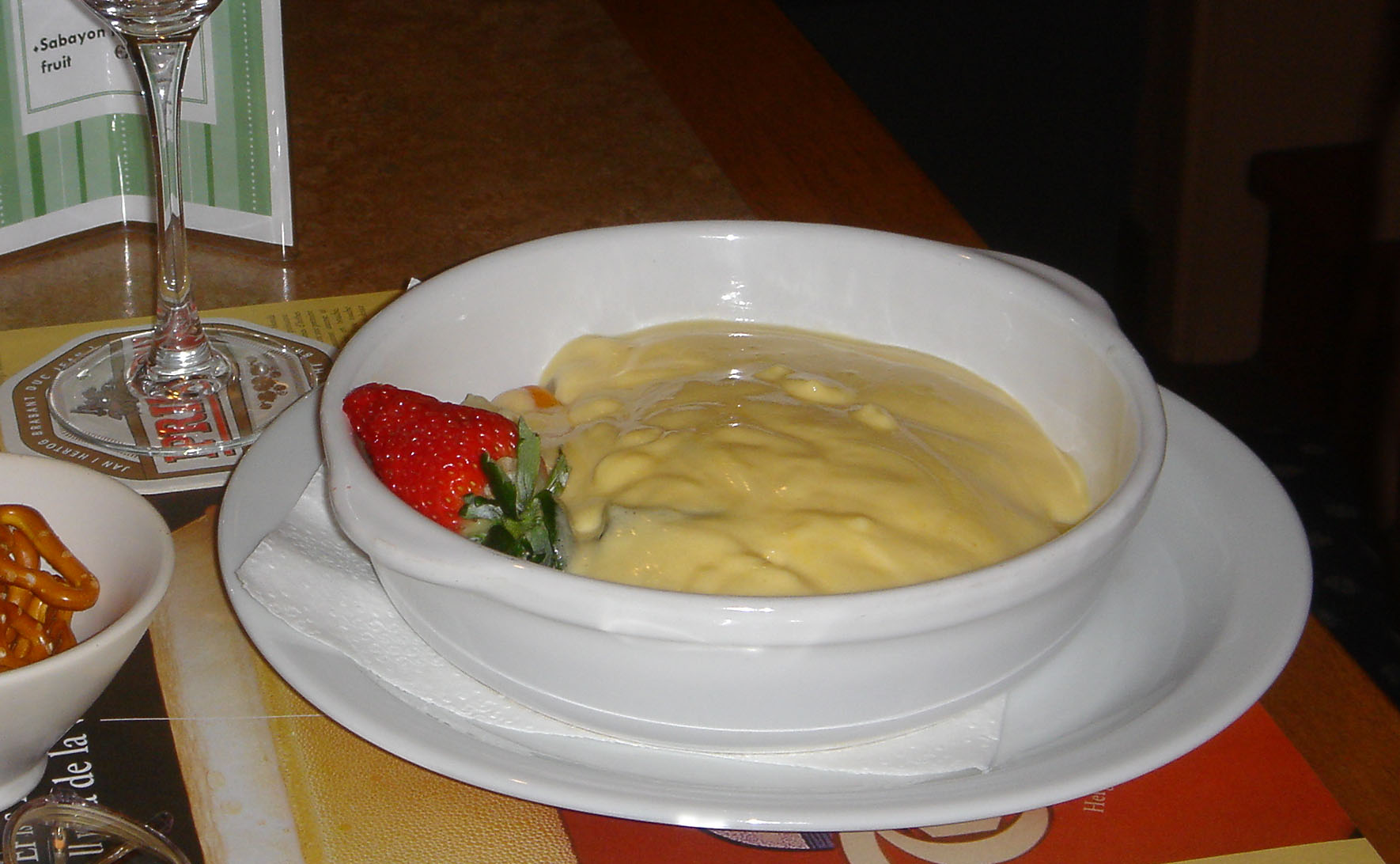
자바이오네

자바이오네(이탈리아어: zabaione)는 달걀 노른자와 설탕을 섞어 잘 저어 거품이 일게 하고, 마르살라 와인이나 방향유를 넣은 커스터드 비슷한 크림 소스이다. 보통 따뜻하게 데우거나 식혀서 후식으로 내놓는다. 사바용(프랑스어: sabayon)으로 불리기도 한다.